# Amir Bar-Lev
Pour les articles homonymes, voir Bar-Lev.
Amir Bar-Lev, né à Berkeley (Californie) en 1972, est un réalisateur, producteur et scénariste américain d'ascendance israélienne. Son œuvre est composée de films documentaires.

## Filmographie partielle

### Comme réalisateur
- 2000 : Fighter
- 2002 : Kid Protocol
- 2007 : My Kid Could Paint That
- 2010 : The Tillman Story (aussi scénariste)
- 2011 : Re:Generation
- 2013 : 12-12-12
- 2014 : Happy Valley (en) (aussi scénariste)
- 2017 : Long Strange Trip (en)

## Récompenses et distinctions
Amir Bar-Lev a remporté sept prix pour son œuvre cinématographique et a été nommé à dix reprises.